# Colias christina
Colias christina är en fjärilsart som beskrevs av Edwards 1863. Colias christina ingår i släktet Colias och familjen vitfjärilar. Inga underarter finns listade i Catalogue of Life.